# Gaetano Manzoni

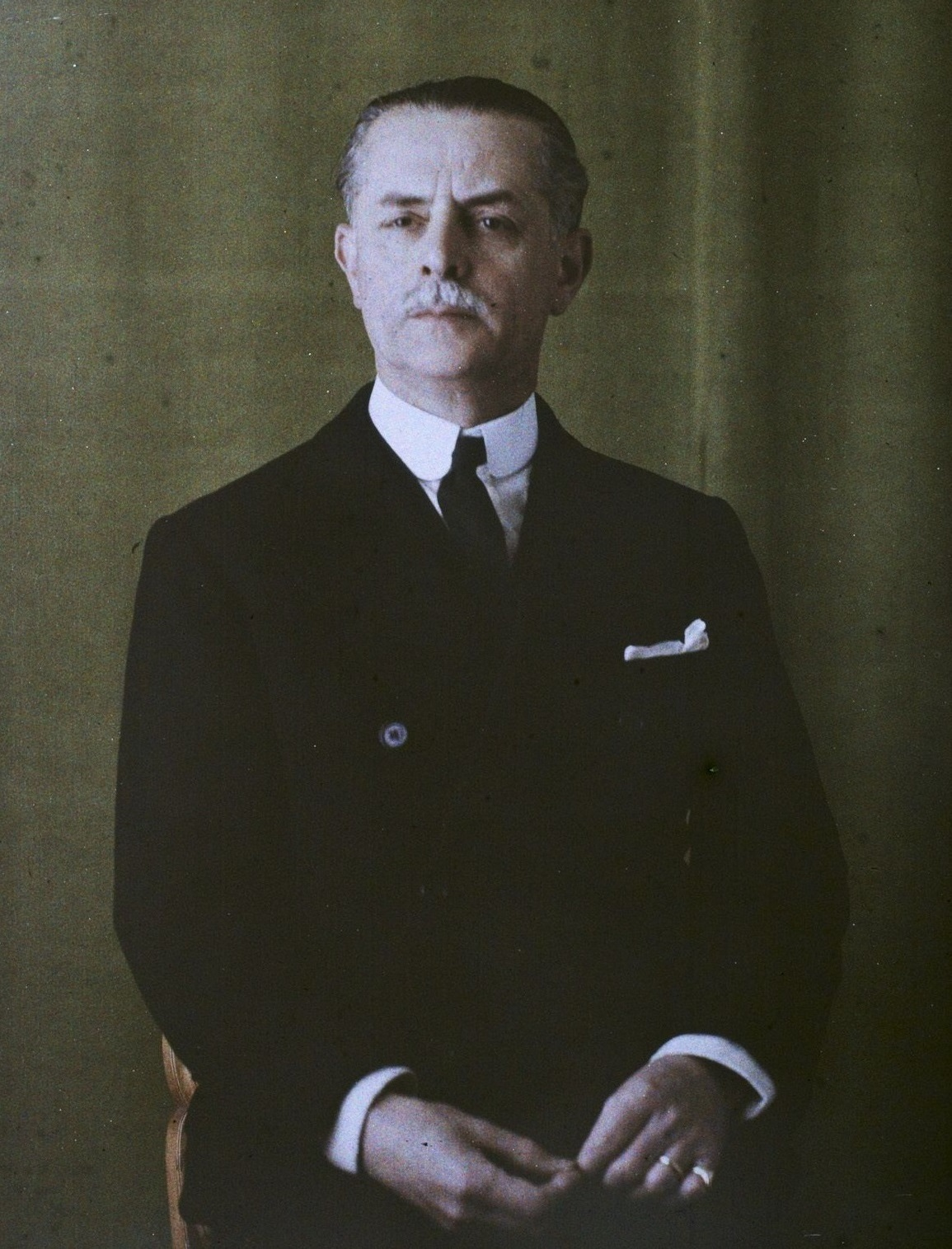
Gaetano Manzoni, 1927. Autochrom von Georges Chevalier.

Conte Gaetano Manzoni, Nobile dei Lugo (* 16. Oktober 1871 in Lugo, Provinz Ravenna; † 14. August 1937 in Kandersteg, Kanton Bern, Schweiz) war ein Diplomat und Politiker im Königreich Italien, der unter anderem zwischen 1924 und 1927 Botschafter in der Sowjetunion sowie von 1927 bis 1932 Botschafter in Frankreich war. Des Weiteren war er von 1933 bis zu seinem Tode 1937 Mitglied des Senats (Senato del Regno).

## Leben

### Studien, Eintritt und Verwendungen im diplomatischen Dienst
Gaetano Manzoni stammte aus der Adelsfamilie Manzoni und war der Sohn von Giovanni Battista Manzoni sowie Teresa Pasetti. Er absolvierte zunächst ein Studium der Sozialwissenschaften am Institut für Sozialwissenschaften (Istituto Superiore di Scienze Sociali e Politiche „Cesare Alfieri di Sostegno“) Florenz, welches er mit einem Diploma in scienze sociali beendete. Ein weiteres Studium der Rechtswissenschaften an der Universität La Sapienza in Rom schloss er mit einem Laurea in giurisprudenza ab. Er trat am 29. März 1893 in den diplomatischen Dienst des Außenministeriums (Ministero degli affari esteri) und wurde am 14. Juli 1893 als Attaché zum Konsulat in Thessaloniki sowie am 21. Februar 1894 zum Konsulat in Alexandria versetzt, wo er am 15. Juli 1894 zum Vizekonsul Dritter Klasse ernannt wurde. Im Anschluss wurde er am 20. Februar 1895 zur Vertretung im Khedivat Ägypten in Kairo versetzt und dort am 6. März 1897 zum Untersekretär ernannt. Am 18. Oktober 1897 wurde er an die Gesandtschaft im Osmanischen Reich versetzt und erhielt zum Ende seiner dortigen Verwendung 1899 den Mecidiye-Orden Dritter Klasse. Am 11. Januar 1899 wechselte er an die Gesandtschaft in der Schweiz sowie am 7. Januar 1900 an die Gesandtschaft in Frankreich und erhielt dort 1901 das Ritterkreuz der Ehrenlegion. 
Am 25. August 1901 wurde er wieder an die Vertretung im Khedivat Ägypten versetzt und dort am 31. August 1901 zum Legationssekretär Zweiter Klasse ernannt. Für seine dortigen Verdienste wurde er am 28. Dezember 1902 Ritter des Ordens der Krone von Italien. Am 20. Juli 1903 folgte seine Versetzung zur Gesandtschaft in Brasilien und wurde im Anschluss am 12. Dezember 1904 zur besonderen Verfügung des Außenministeriums gestellt, ehe er am 19. Oktober 1905 abermals zur Vertretung im Khedivat Ägypten wechselte und dort am 5. Oktober 1906 zum Legalisationssekretär Erster Klasse befördert wurde. Kurz darauf wechselte er am 26. Oktober 1906 an die Gesandtschaft im Königreich Griechenland, wo er am 17. Januar 1907 Ritter des Ordens der Heiligen Mauritius und Lazarus und am 15. Juni 1907 auch Offizier des Ordens der Krone von Italien wurde. Er wurde am 5. August 1907 zum Legationsrat Zweiter Klasse befördert und fand vom 14. April 1908 bis zum 30. Mai 1909 eine Verwendung im Außenministerium. Am 30. Mai 1909 wurde er an die Gesandtschaft im Osmanischen Reich in Konstantinopel versetzt und erhielt 1909 die Würde eines Kommandeurs des Ordens Stern von Rumänien. Am 25. Januar 1910 erfolgte seine Versetzung an die Gesandtschaft im Vereinigten Königreich, wo er am 18. Juni 1911 zum Legationsrat Erster Klasse befördert wurde. In dieser Zeit wurde er am 9. Juni 1910 Offizier des Ordens der Heiligen Mauritius und Lazarus und erhielt zudem 1910 den Osmanié-Orden Zweiter Klasse. Nach einer erneuten Verwendung vom 23. Juni 1911 bis zum 6. November 1912 im Außenministerium wurde er am 6. November 1911 wieder an die Gesandtschaft im Osmanischen Reich versetzt.

### Gesandter, Botschafter und Senator
Manzoni wurde am 22. Dezember 1912 als Inviato straordinario di II classe zum Gesandten Zweiter Klasse befördert und fungierte daraufhin zwischen dem 22. Dezember 1912 und dem 28. März 1913 als außerordentlicher Gesandter und bevollmächtigter Minister im Osmanischen Reich. Nach Beendigung seiner dortigen Tätigkeit wurde ihm 1913 das Großkreuz des Mecidiye-Ordens verliehen. Danach war er vom 28. März 1913 bis zum 28. November 1920 als Leiter der Politischen Abteilung (Directore generale degli Affari politici) wieder im Außenministerium tätig. Während seiner dortigen Verwendung wurde er am 8. Mai 1913 Kommandeur des Ordens der Krone von Italien sowie am 8. Oktober 1913 auch Kommandeur des Ordens der Heiligen Mauritius und Lazarus und erhielt 1914 zudem das Großkreuz des österreichischen Franz-Joseph-Ordens. Am 1. Juli 1915 wurde er Mitglied der Kommission für den Wechsel zwischen diplomatischen und konsularischen Laufbahnen (Commissione per i passaggi di ruolo fra le carriere diplomatica e consolare) und für seine Verdienste am 9. Juni 1918 erst Großoffizier des Ordens der Krone von Italien sowie am 3. Oktober 1919 des Weiteren Großoffizier des Ordens der Heiligen Mauritius und Lazarus.
Am 26. Oktober 1920 wurde er als Inviato straordinario di I classe zum Gesandten Erster Klasse befördert und übernahm daraufhin am 18. November 1920 die Funktion als Gesandter im Königreich Serbien. Am 16. Juli 1922 wurde er von diesem Posten abberufen und befand sich im Anschluss zur besonderen Verfügung im Außenministerium, wobei him dort am 31. Januar 1923 der Titel eines Botschafters (Ambasciatore) verliehen wurde. Am 14. Februar 1924 übernahm er von Gaetano Paternó di Manchi di Bilici das Amt als außerordentlicher und bevollmächtigter Botschafter in der Sowjetunion und hatte dieses bis zu seiner Ablösung am 6. Februar 1927 durch Vittorio Cerruti inne. Zuletzt wurde er wiederum am 6. Februar 1927 Nachfolger von Camillo Romano Avezzana als Botschafter in Frankreich und verblieb auf diesem diplomatischen Posten bis zu seinem Eintritt in den Ruhestand am 25. August 1932, woraufhin Bonifacio Pignatti Morano di Custoza seine dortige Nachfolge antrat. Am 2. September 1932 wurde ihm für seine langjährigen Verdienste im diplomatischen Dienst des Weiteren das Großkreuz des Ordens der Heiligen Mauritius und Lazarus verliehen. 
Am 16. November 1933 wurde Gaetano Manzoni zum Mitglied des Senats (Senato del Regno) ernannt und gehörte diesem vom 13. Dezember 1933 bis zu seinem Tode am 14. August 1937 an. Während seiner Senatszugehörigkeit war er Sekretär der Kommission zur Prüfung von Zolltarifen und Handelsverträgen (Commissione per l’esame delle tariffe doganali e dei trattati di commercio). Er war mit Silvia Alfonso y Aldama verheiratet.